# 天主教姆貝亞總教區
天主教姆貝亞總教區（拉丁語：Archdioecesis Mbeyaënsis）是坦桑尼亞一個羅馬天主教總教區，轄伊林加教區和松巴萬加教區。
1932年7月18日設立自治傳教區，1938年3月29日升為宗座監牧區，1949年7月14日升為代牧區。1953年3月25日升為教區。2018年12月21日，教宗方濟各將教區升為總教區並任命首任總主教。
總教區位於姆貝亞區。2018年時有教友548000人（佔轄區總人口19.7%）、48個堂區和88名司鐸，現任總主教為之華·若望·姆瓦西夸布希拉-尼阿伊松加。